# Faro del Puerto de Dili
El Faro del Puerto de Dili (en portugués: Farol do Porto de Dili) es un faro que está localizado junto a la playa en el lado oeste de la ciudad de Dili, capital de Timor Oriental.
Consiste en una torre octogonal con estructura de hierro, con linterna y galería, que se eleva de una base maciza albañilería cónica, pintada con frankas (horizontales) verdes y blancas. El acceso a la luz es hecto por una escalera en caracol envuelta de una columna central.